# Список Героев Советского Союза (Липкин — Лосев)
В настоящем списке представлены в алфавитном порядке все Герои Советского Союза, чьи фамилии начинаются с буквы «Л» (всего 515 человек, из них семь удостоены звания дважды). Список содержит даты Указов Президиума Верховного Совета СССР о присвоении звания, информацию о роде войск, должности и воинском звании Героев на дату представления к присвоению звания Героя Советского Союза, годах их жизни.
Ударения в фамилиях Героев приведены по книге «Герои Советского Союза: Краткий биографический словарь / Пред. ред. коллегии И. Н. Шкадов. — М.: Воениздат, 1987. — Т. 1 /Абаев — Любичев/. — 911 с. — 100 000 экз. — ISBN отс., Рег. № в РКП 87-95382.».
- Персиковым цветом  в таблице выделены Герои, удостоенные звания дважды и более раз.
- Серым цветом  в таблице выделены Герои, представленные к званию посмертно.

| Навигационная таблица | Навигационная таблица              |
| --------------------- | ---------------------------------- |
| «Л»                   | Лаар Иосиф — Лебедев Василий       |
| «Л»                   | Лебедев Виктор — Липилин Александр |
| «Л»                   | Липкин Герман — Лосев Алексей      |
| «Л»                   | Лосев Анатолий — Лященко Николай   |

| № п/п | Фамилия Имя Отчество                                                  | Дата Указа | Род войск    | Должность | Звание                    | Годы жизни              | БС ГС НЛ                        |
| ----- | --------------------------------------------------------------------- | ---------- | ------------ | --- | ------------------------- | ----------------------- | ------------------------------- |
| 257   | Ли́пкин Герман Николаевич                                              | 13.09.1944 | танкист      | командир танка Т-34 25-го отдельного танкового полка 27-й армии 2-го Украинского фронта | лейтенант                 | 24.09.1924 — 07.10.2007 | [ БС 1 ] [ ГС 1 ] [ НЛ 1 ]      |
| 258   | Липове́нко Пётр Николаевич укр. Липовенко Петро Миколайович            | 24.07.1942 | морской флот | трубочный 365-й зенитной батареи 110-го зенитного артиллерийского полка противовоздушной обороны станции беспроводного размагничивания Черноморского флота                                                                             | краснофлотец              | 30.06.1922 — 03.07.1942 | [ БС 1 ] [ ГС 2 ] [ НЛ 2 ]      |
| 259   | Липуно́в Александр Яковлевич                                           | 27.02.1945 | пехота       | помощник командира взвода пешей разведки 447-го стрелкового полка 397-й стрелковой дивизии 61-й армии 1-го Белорусского фронта | старшина                  | 25.02.1906 — 21.08.1962 | [ БС 1 ] [ ГС 3 ] [ НЛ 3 ]      |
| 260   | Липча́нский Иван Карпович                                              | 29.06.1945 | пехота       | наводчик ручного пулемёта 248-го гвардейского стрелкового полка 83-й гвардейской стрелковой дивизии 11-й гвардейской армии 3-го Белорусского фронта                                                                                    | гвардии красноармеец      | 15.02.1912 — 08.03.1988 | [ БС 1 ] [ ГС 4 ] [ НЛ 4 ]      |
| 261   | Ли́син Иван Павлович                                                   | 30.10.1943 | пехота       | наводчик ручного пулемёта 685-го стрелкового полка 193-й стрелковой дивизии 65-й армии Центрального фронта | сержант                   | 10.03.1914 — 07.07.1944 | [ БС 1 ] [ ГС 5 ] [ НЛ 5 ]      |
| 262   | Ли́син Сергей Прокофьевич                                              | 23.10.1942 | морской флот | командир подводной лодки С-7 бригады подводных лодок Балтийского флота | капитан 3-го ранга        | 13.07.1909 — 05.01.1992 | [ БС 1 ] [ ГС 6 ] [ НЛ 6 ]      |
| 263   | Лиси́цын Дмитрий Фёдорович                                             | 28.09.1943 | авиация      | лётчик 98-го гвардейского отдельного разведывательного авиационного полка РГК | гвардии старший лейтенант | 28.10.1913 — 24.10.1948 | [ БС 2 ] [ ГС 7 ] [ НЛ 7 ]      |
| 264   | Лиси́цын Константин Сергеевич                                          | 24.03.1945 | пехота       | командир 257-й отдельной разведывательной роты 199-й стрелковой дивизии 49-й армии 2-го Белорусского фронта | старший лейтенант         | 29.09.1923 — 21.02.1970 | [ БС 2 ] [ ГС 8 ] [ НЛ 8 ]      |
| 265   | Лиси́цын Юрий Егорович                                                 | 20.04.1945 | морской флот | командир отделения 384-го отдельного батальона морской пехоты Одесской военно-морской базы Черноморского флота | старшина 1-й статьи       | 11.05.1920 — 30.12.1989 | [ БС 2 ] [ ГС 9 ] [ НЛ 9 ]      |
| 266   | Лиси́цына Анна Михайловна вепс. Lisicina Anna, Mihailan tütär          | 25.09.1943 | партизан     | активная участница партизанской борьбы в Карелии, связная Центрального комитета коммунистической партии Карело-Финской ССР | —                         | 14.02.1922 — 03.08.1942 | [ БС 2 ] [ ГС 10 ] [ НЛ 10 ]    |
| 267   | Лисуно́в Николай Иванович укр. Лисунов Микола Іванович                 | 13.11.1943 | пехота       | командир взвода 465-го стрелкового полка 167-й стрелковой дивизии 38-й армии Воронежского фронта | младший лейтенант         | 01.05.1920 — 01.07.1971 | [ БС 2 ] [ ГС 11 ] [ НЛ 11 ]    |
| 268   | Лита́врин Сергей Гаврилович                                            | 28.01.1943 | авиация      | командир эскадрильи 158-го истребительного авиационного полка 7-го истребительного авиационного корпуса Ленинградской армии ПВО | капитан                   | 14.12.1921 — 04.02.1957 | [ БС 2 ] [ ГС 12 ] [ НЛ 12 ]    |
| 269   | Литви́н Иван Миронович                                                 | 24.03.1945 | пехота       | автоматчик 170-го гвардейского стрелкового полка 57-й гвардейской стрелковой дивизии 8-й гвардейской армии 1-го Белорусского фронта | гвардии красноармеец      | 29.04.1924 — 04.09.2017 | [ БС 2 ] [ ГС 13 ] [ НЛ 13 ]    |
| 270   | Литви́н Иван Тимофеевич укр. Литвин Іван Тимофійович                   | 25.03.1943 | авиация      | штурман экипажа 749-го авиационного полка 24-й авиационной дивизии Авиации дальнего действия | капитан                   | 26.01.1910 — 02.06.1983 | [ БС 3 ] [ ГС 14 ] [ НЛ 14 ]    |
| 271   | Литвине́нко Василий Дмитриевич укр. Литвиненко Василь Дмитрович        | 10.01.1944 | пехота       | стрелок 520-го стрелкового полка 167-й стрелковой дивизии 38-й армии Воронежского фронта | красноармеец              | 15.03.1895 — 09.05.1966 | [ БС 3 ] [ ГС 15 ] [ НЛ 15 ]    |
| 272   | Литвине́нко Григорий Евлампиевич укр. Литвиненко Григорій Євлампійович | 24.12.1943 | артиллерия   | командир орудия 1180-го истребительно-противотанкового артиллерийского полка 13-й отдельной истребительно-противотанковой артиллерийской бригады Центрального фронта                                                                   | сержант                   | 14.11.1914 — 08.02.1995 | [ БС 3 ] [ ГС 16 ] [ НЛ 16 ]    |
| 273   | Литвине́нко Иван Фёдорович укр. Литвиненко Іван Федорович              | 17.11.1943 | танкист      | механик-водитель танка МК-3 53-го танкового полка 69-й механизированной бригады 9-го механизированного корпуса 3-й гвардейской танковой армии Воронежского фронта                                                                      | старший сержант           | 17.09.1918 — 23.03.2012 | [ БС 3 ] [ ГС 17 ] [ НЛ 17 ]    |
| 274   | Литвине́нко Николай Никитович                                          | 30.10.1943 | пехота       | стрелок 744-го стрелкового полка 149-й стрелковой дивизии 65-й армии Центрального фронта | красноармеец              | 1913 — 17.10.1943       | [ БС 3 ] [ ГС 18 ] [ НЛ 18 ]    |
| 275   | Литвине́нко Пётр Степанович                                            | 31.05.1945 | артиллерия   | командир огневого взвода 132-го гвардейского артиллерийского полка 60-й гвардейской стрелковой дивизии 5-й ударной армии 1-го Белорусского фронта                                                                                      | гвардии старший лейтенант | 01.06.1904 — 27.11.1971 | [ БС 3 ] [ ГС 19 ] [ НЛ 19 ]    |
| 276   | Литвине́нко Семён Самойлович                                           | 25.10.1943 | пехота       | старшина роты 35-го стрелкового полка 30-й стрелковой дивизии 47-й армии Воронежского фронта | старшина                  | 1899 — 25.09.1943       | [ БС 3 ] [ ГС 20 ] [ НЛ 20 ]    |
| 277   | Литвине́нко Тихон Петрович укр. Литвиненко Тихон Петрович              | 23.09.1944 | пехота       | командир отделения 545-го стрелкового полка 389-й стрелковой дивизии 3-й гвардейской армии 1-го Украинского фронта | старший сержант           | 1913 — 02.08.1944       | [ БС 4 ] [ ГС 21 ] [ НЛ 21 ]    |
| 278   | Литвине́нко Трофим Афанасьевич укр. Литвиненко Трохим Панасович        | 02.11.1944 | авиация      | штурман 191-го истребительного авиационного полка 257-й смешанной авиационной дивизии 7-й воздушной армии Карельского фронта | майор                     | 17.10.1910 — 14.09.1963 | [ БС 5 ] [ ГС 22 ] [ НЛ 22 ]    |
| 279   | Литви́нов Василий Михайлович                                           | 19.03.1944 | артиллерия   | командир миномётного расчёта 185-го гвардейского стрелкового полка 60-й гвардейской стрелковой дивизии 12-й армии Юго-Западного фронта                                                                                                 | гвардии старший сержант   | 10.07.1923 — 09.02.2002 | [ БС 5 ] [ ГС 23 ] [ НЛ 23 ]    |
| 280   | Литви́нов Василий Михайлович                                           | 24.03.1945 | пехота       | командир отделения 166-го гвардейского стрелкового полка 55-й гвардейской стрелковой дивизии 28-й армии 1-го Белорусского фронта | гвардии старший сержант   | 1922 — 12.07.1974       | [ БС 5 ] [ ГС 24 ] [ НЛ 24 ]    |
| 281   | Литви́нов Владимир Григорьевич укр. Литвинов Володимир Григорович      | 26.08.1944 | танкист      | командир роты средних танков 7-й гвардейской отдельной танковой бригады в составе 8-й армии Волховского фронта | гвардии капитан           | 24.11.1919 — 22.01.1944 | [ БС 5 ] [ ГС 25 ] [ НЛ 25 ]    |
| 282   | Литви́нов Владимир Иванович                                            | 27.06.1945 | кавалерия    | командир кавалерийского отделения 7-го гвардейского кавалерийского полка 2-й гвардейской кавалерийской дивизии 1-го гвардейского кавалерийского корпуса 1-го Украинского фронта                                                        | гвардии сержант           | 25.05.1911 — 11.08.1999 | [ БС 5 ] [ ГС 26 ] [ НЛ 26 ]    |
| 283   | Литви́нов Дмитрий Прокопьевич                                          | 13.11.1943 | пехота       | стрелок 465-го стрелкового полка 167-й стрелковой дивизии 38-й армии Воронежского фронта | красноармеец              | 1926 — 19.10.1943       | [ БС 5 ] [ ГС 27 ] [ НЛ 27 ]    |
| 284   | Литви́нов Иван Филиппович                                              | 26.10.1943 | артиллерия   | командир орудия 1844-го истребительно-противотанкового артиллерийского полка 30-й истребительно-противотанковой артиллерийской бригады РГК в составе 7-й гвардейской армии Степного фронта                                             | старший сержант           | 1907 — 22.10.1943       | [ БС 5 ] [ ГС 28 ] [ НЛ 28 ]    |
| 285   | Литви́нов Николай Ефимович укр. Литвинов Микола Юхимович               | 17.10.1943 | артиллерия   | командир огневого взвода 385-го стрелкового полка 112-й стрелковой дивизии 60-й армии Центрального фронта | младший лейтенант         | 1917 — 30.08.1977       | [ БС 6 ] [ ГС 29 ] [ НЛ 29 ]    |
| 286   | Литви́нов Павел Семёнович                                              | 25.10.1943 | комиссар     | заместитель по политической части командира 225-го стрелкового полка 23-й стрелковой дивизии 47-й армии Воронежского фронта | майор                     | 15.10.1907 — 16.11.1943 | [ БС 7 ] [ ГС 30 ] [ НЛ 30 ]    |
| 287   | Литви́нов Пётр Васильевич                                              | 02.08.1944 | танкист      | командир танкового взвода 58-го гвардейского отдельного тяжёлого танкового полка 1-го Украинского фронта | гвардии лейтенант         | 08.07.1922 — 22.03.1944 | [ БС 7 ] [ ГС 31 ] [ НЛ 31 ]    |
| 288   | Литви́нов Пётр Дмитриевич                                              | 20.12.1943 | артиллерия   | командир отделения миномётной роты 12-го стрелкового полка 53-й стрелковой дивизии 7-й гвардейской армии Степного фронта | сержант                   | 18.09.1916 — 18.10.1943 | [ БС 7 ] [ ГС 32 ] [ НЛ 32 ]    |
| 289   | Литви́нов Прокофий Лукич                                               | 24.03.1945 | пехота       | стрелок 84-го гвардейского стрелкового полка 33-й гвардейской стрелковой дивизии 2-й гвардейской армии 1-го Прибалтийского фронта | гвардии красноармеец      | 1914 — 18.08.1944       | [ БС 7 ] [ ГС 33 ] [ НЛ 33 ]    |
| 290   | Литви́нов Фёдор Павлович                                               | 27.06.1945 | авиация      | командир эскадрильи 162-го гвардейского бомбардировочного авиационного полка 8-й гвардейской бомбардировочной авиационной дивизии 6-го гвардейского бомбардировочного авиационного корпуса 2-й воздушной армии 1-го Украинского фронта | гвардии майор             | 20.04.1912 — 01.07.2007 | [ БС 7 ] [ ГС 34 ] [ НЛ 34 ]    |
| 291   | Литви́нова Лариса Николаевна укр. Литвинова Лариса Миколаївна          | 23.02.1948 | авиация      | штурман 46-го гвардейского ночного бомбардировочного авиационного полка 325-й ночной бомбардировочной авиационной дивизии 4-й воздушной армии 2-го Белорусского фронта                                                                 | гвардии капитан           | 06.12.1918 — 05.10.1997 | ——                              |
| 292   | Литвинчу́к Борис Михайлович                                            | 16.05.1944 | авиация      | командир эскадрильи 11-го гвардейского истребительного авиационного полка 1-й минно-торпедной авиационной дивизии ВВС Черноморского флота                                                                                              | гвардии капитан           | 01.06.1917 — 01.11.1998 | [ БС 8 ] [ ГС 36 ] [ НЛ 35 ]    |
| 293   | Литвиню́к Фёдор Григорьевич укр. Литвинюк Федір Григорович             | 10.01.1944 | пехота       | помощник командира взвода 529-го стрелкового полка 163-й стрелковой дивизии 38-й армии Воронежского фронта | старший сержант           | 1910 — 06.02.1944       | [ БС 8 ] [ ГС 37 ] [ НЛ 36 ]    |
| 294   | Литви́щенко Григорий Фёдорович                                         | 17.10.1943 | пехота       | помощник командира взвода 383-го стрелкового полка 121-й стрелковой дивизии 60-й армии Центрального фронта | старший сержант           | 1906 — 26.04.1944       | [ БС 8 ] [ ГС 38 ] [ НЛ 37 ]    |
| 295   | Литвя́к Лидия Владимировна                                             | 05.05.1990 | авиация      | командир звена 73-го гвардейского истребительного авиационного полка 6-й гвардейской истребительной авиационной дивизии 8-й воздушной армии Южного фронта                                                                              | гвардии младший лейтенант | 18.08.1921 — 01.08.1943 | [ БС 9 ] [ ГС 39 ] [ НЛ 38 ]    |
| 296   | Лито́вченко Николай Иванович укр. Литовченко Микола Іванович           | 10.01.1944 | пехота       | стрелок 1140-го стрелкового полка 340-й стрелковой дивизии 38-й армии Воронежского фронта | красноармеец              | 1919 — 06.11.1968       | [ БС 8 ] [ ГС 40 ] [ НЛ 39 ]    |
| 297   | Лито́вченко Степан Ануфриевич укр. Литовченко Степан Онуфрійович       | 24.03.1945 | пехота       | командир батальона 767-го стрелкового полка 228-й стрелковой дивизии 53-й армии 2-го Украинского фронта | гвардии майор             | 16.12.1909 — 23.06.1969 | [ БС 8 ] [ ГС 41 ] [ НЛ 40 ]    |
| 298   | Лихачёв Василий Иванович                                              | 07.04.1940 | танкист      | башенный стрелок 398-го танкового батальона 50-й стрелковой дивизии 13-й армии Северо-Западного фронта | красноармеец              | 1918 — 11.02.1940       | [ БС 8 ] [ ГС 42 ] [ НЛ 41 ]    |
| 299   | Лихачёв Виктор Кириллович                                             | 27.06.1945 | авиация      | командир звена 106-го гвардейского истребительного авиационного полка 11-й гвардейской истребительной авиационной дивизии 2-го гвардейского штурмового авиационного корпуса 2-й воздушной армии 1-го Украинского фронта                | гвардии лейтенант         | 26.09.1921 — 10.02.1982 | [ БС 8 ] [ ГС 43 ] [ НЛ 42 ]    |
| 300   | Лихачёв Иван Ильич                                                    | 22.02.1944 | связисты     | радист роты связи 78-го гвардейского стрелкового полка 25-й гвардейской стрелковой дивизии 6-й армии Юго-Западного фронта | гвардии красноармеец      | 04.10.1922 — 22.10.1987 | [ БС 10 ] [ ГС 44 ] [ НЛ 43 ]   |
| 301   | Лихачёв Пётр Тимофеевич                                               | 21.07.1942 | пехота       | помощник командира взвода 32-го стрелкового полка 19-й стрелковой дивизии 5-й армии Западного фронта | старший сержант           | 21.02.1906 — 22.03.1942 | [ БС 11 ] [ ГС 45 ] [ НЛ 44 ]   |
| 302   | Лихоба́ба Марк Кононович укр. Лихобаба Марко Кононович                 | 29.10.1943 | пехота       | стрелок 86-го стрелкового полка 180-й стрелковой дивизии 38-й армии Воронежского фронта | красноармеец              | 27.02.1909 — 17.03.1944 | [ БС 11 ] [ ГС 46 ] [ НЛ 45 ]   |
| 303   | Лихоба́бин Иван Дмитриевич                                             | 26.10.1944 | авиация      | заместитель командира 72-го гвардейского истребительного авиационного полка 5-й гвардейской истребительной авиационной дивизии 11-го истребительного авиационного корпуса 3-й воздушной армии 1-го Прибалтийского фронта               | гвардии майор             | 27.01.1916 — 26.04.1994 | [ БС 11 ] [ ГС 47 ] [ НЛ 46 ]   |
| 304   | Лихови́д Михаил Степанович укр. Лиховид Михайло Степанович             | 27.06.1945 | авиация      | заместитель командира эскадрильи 104-го гвардейского истребительного авиационного полка 9-й гвардейской истребительной авиационной дивизии 7-го истребительного авиационного корпуса 8-й воздушной армии 1-го Украинского фронта       | гвардии старший лейтенант | 28.02.1922 — 12.08.1944 | [ БС 11 ] [ ГС 48 ] [ НЛ 47 ]   |
| 305   | Лихови́дов Семён Фёдорович                                             | 17.10.1943 | инженер      | командир понтонной роты 21-го отдельного моторизированного понтонно-мостового батальона 60-й армии Центрального фронта | старший лейтенант         | 18.02.1918 — 18.04.2005 | [ БС 12 ] [ ГС 49 ] [ НЛ 48 ]   |
| 306   | Лихо́й Иван Николаевич укр. Лихий Іван Миколайович                     | 16.05.1944 | пехота       | командир батальона 943-го стрелкового полка 257-й стрелковой дивизии 51-й армии 4-го Украинского фронта | капитан                   | 1914 — 04.11.1943       | [ БС 13 ] [ ГС 50 ] [ НЛ 49 ]   |
| 307   | Лихоле́тов Пётр Яковлевич                                              | 04.02.1944 | авиация      | командир эскадрильи 159-го истребительного авиационного полка 275-й истребительной авиационной дивизии 13-й воздушной армии Ленинградского фронта                                                                                      | капитан                   | 18.07.1917 — 13.07.1945 | [ БС 13 ] [ ГС 51 ] [ НЛ 50 ]   |
| 308   | Лихотво́рик Владимир Степанович укр. Лихотворик Володимир Степанович   | 24.03.1945 | пехота       | командир 1079-го стрелкового полка 312-й стрелковой дивизии 69-й армии 1-го Белорусского фронта | полковник                 | 06.03.1906 — 22.12.1998 | [ БС 13 ] [ ГС 52 ] [ НЛ 51 ]   |
| 309   | Личи́нко Александр Сергеевич                                           | 15.01.1944 | пехота       | командир отделения 239-го гвардейского стрелкового полка 76-й гвардейской стрелковой дивизии 61-й армии Центрального фронта | гвардии старший сержант   | 08.03.1918 — 03.05.1956 | [ БС 13 ] [ ГС 53 ] [ НЛ 52 ]   |
| 310   | Лишако́в Григорий Иванович                                             | 29.10.1943 | морской флот | разведчик 346-й отдельной разведывательной роты 253-й стрелковой дивизии 40-й армии Воронежского фронта | старший краснофлотец      | 10.05.1919 — 23.01.1992 | [ БС 13 ] [ ГС 54 ] [ НЛ 53 ]   |
| 311   | Лишафа́й Пётр Иванович укр. Лишафай Петро Іванович                     | 24.03.1945 | пехота       | командир батальона 89-го стрелкового полка 23-й стрелковой дивизии 61-й армии 1-го Белорусского фронта | майор                     | 22.08.1913 — 04.03.2004 | [ БС 13 ] [ ГС 55 ] [ НЛ 54 ]   |
| 312   | Лоба́нов Александр Васильевич                                          | 28.09.1943 | авиация      | заместитель командира эскадрильи 41-го гвардейского истребительного авиационного полка 8-й гвардейской истребительной авиационной дивизии 5-го истребительного авиационного корпуса 2-й воздушной армии Воронежского фронта            | гвардии старший лейтенант | 28.04.1917 — 04.10.1986 | [ БС 14 ] [ ГС 56 ] [ НЛ 55 ]   |
| 313   | Лоба́нов Андрей Григорьевич                                            | 04.02.1943 | танкист      | командир роты средних танков 373-го отдельного танкового батальона 170-й танковой бригады 40-й армии Брянского фронта | старший лейтенант         | 21.08.1914 — 28.06.1942 | [ БС 15 ] [ ГС 57 ] [ НЛ 56 ]   |
| 314   | Лоба́нов Виктор Иванович                                               | 15.01.1944 | пехота       | разведчик 1323-го стрелкового полка 415-й стрелковой дивизии 61-й армии Центрального фронта | красноармеец              | 14.02.1925 — 08.07.1996 | [ БС 15 ] [ ГС 58 ] [ НЛ 57 ]   |
| 315   | Лоба́нов Евгений Александрович                                         | 22.01.1944 | авиация      | командир эскадрильи 5-го гвардейского минно-торпедного авиационного полка 1-й минно-торпедной авиационной дивизии ВВС Черноморского флота                                                                                              | гвардии капитан           | 05.01.1916 — 18.02.1974 | [ БС 15 ] [ ГС 59 ] [ НЛ 58 ]   |
| 316   | Лоба́нов Евгений Иванович                                              | 14.06.1942 | авиация      | пилот 18-го авиационного полка ВВС Черноморского флота | старший лейтенант         | 1918 — 11.03.1942       | [ БС 15 ] [ ГС 60 ] [ НЛ 59 ]   |
| 317   | Лоба́нов Иван Михайлович                                               | 30.10.1943 | пехота       | командир отделения разведки 20-й отдельной разведывательной роты 69-й стрелковой дивизии 65-й армии Центрального фронта | сержант                   | 04.11.1918 — 19.03.1996 | [ БС 15 ] [ ГС 61 ] [ НЛ 60 ]   |
| 318   | Лоба́нов Спартак Михайлович                                            | 23.10.1943 | пехота       | командир пулемётного взвода 569-го стрелкового полка 161-й стрелковой дивизии 40-й армии Воронежского фронта | младший лейтенант         | 02.04.1924 — 26.12.1993 | [ БС 15 ] [ ГС 62 ] [ НЛ 61 ]   |
| 319   | Лоба́нов Степан Иванович                                               | 24.05.1943 | авиация      | командир эскадрильи 807-го штурмового авиационного полка 206-й штурмовой авиационной дивизии 8-й воздушной армии Южного фронта | капитан                   | 28.07.1909 — 17.09.1944 | [ БС 16 ] [ ГС 63 ] [ НЛ 62 ]   |
| 320   | Лобано́к Владимир Елисеевич бел. Лабанок Уладзімір Елісеевіч           | 16.09.1943 | партизан     | активный участник партизанской борьбы в Белоруссии, первый секретарь Лепельского подпольного районного комитета КП(б)Б, командир Лепельской партизанской бригады имени Сталина                                                         | полковник                 | 03.07.1907 — 04.11.1984 | [ БС 17 ] [ ГС 64 ] [ НЛ 63 ]   |
| 321   | Лоба́с Пётр Калиникович                                                | 19.04.1945 | авиация      | командир эскадрильи 86-го гвардейского истребительного авиационного полка 240-й истребительной авиационной дивизии 1-й воздушной армии 3-го Белорусского фронта                                                                        | гвардии капитан           | 23.06.1916 — 01.04.1985 | [ БС 17 ] [ ГС 65 ] [ НЛ 64 ]   |
| 322   | Лобасёв Михаил Абрамович (Лобастев Михаил Абрамович)                  | 15.01.1940 | танкист      | командир башни танка Т-28 91-го отдельного танкового батальона 20-й тяжёлой танковой бригады 7-й армии | младший комвзвод          | 09.01.1916 — 13.12.1939 | ——                              |
| 323   | Лобачёв Аркадий Филиппович                                            | 22.07.1944 | пехота       | автоматчик 201-го гвардейского стрелкового полка 67-й гвардейской стрелковой дивизии 6-й гвардейской армии 1-го Белорусского фронта | гвардии ефрейтор          | 02.03.1924 — 30.07.1989 | [ БС 17 ] [ ГС 67 ] [ НЛ 65 ]   |
| 324   | Лобачёв Николай Гаврилович                                            | 13.09.1944 | артиллерия   | командир взвода миномётной батареи 1-го мотострелкового батальона 45-й механизированной бригады 5-го механизированного корпуса 6-й танковой армии 2-го Украинского фронта                                                              | сержант                   | 27.02.1923 — 21.03.2015 | [ БС 17 ] [ ГС 68 ] [ НЛ 66 ]   |
| 325   | Ло́бов Алексей Петрович                                                | 22.02.1944 | инженер      | командир понтонного отделения 7-го отдельного моторизированного понтонно-мостового батальона инженерных войск Степного фронта | старший сержант           | 08.03.1915 — 23.12.1977 | [ БС 17 ] [ ГС 69 ] [ НЛ 67 ]   |
| 326   | Ло́бов Георгий Агеевич                                                 | 10.10.1951 | генерал      | командир 64-го истребительного авиационного корпуса | генерал-майор авиации     | 23.04.1915 — 06.01.1994 | ——                              |
| 327   | Ло́бов Яков Михайлович укр. Лобов Яків Михайлович                      | 24.04.1945 | танкист      | командир танкового взвода 27-го отдельного танкового полка 8-й армии Ленинградского фронта | старший лейтенант         | 19.02.1924 — 31.01.1945 | [ БС 19 ] [ ГС 71 ] [ НЛ 68 ]   |
| 328   | Лобода́ Тимофей Тимофеевич укр. Лобода Тимофій Тимофійович             | 17.10.1943 | пехота       | помощник начальника штаба по разведке 705-го стрелкового полка 121-й стрелковой дивизии 60-й армии Центрального фронта | капитан                   | 10.07.1922 — 10.02.1994 | [ БС 19 ] [ ГС 72 ] [ НЛ 69 ]   |
| 329   | Лободи́н Иван Иванович                                                 | 05.05.1942 | кавалерия    | командир 179-го кавалерийского полка 66-й кавалерийской дивизии 9-й армии Южного фронта | подполковник              | 24.03.1900 — 20.10.1941 | [ БС 19 ] [ ГС 73 ] [ НЛ 70 ]   |
| 330   | Ло́бозов Василий Андреевич                                             | 16.05.1944 | авиация      | помощник по лётной подготовке командира 30-го разведывательного авиационного полка ВВС Черноморского флота | майор                     | 01.02.1913 — 30.11.1944 | [ БС 19 ] [ ГС 74 ] [ НЛ 71 ]   |
| 331   | Ло́бусов Савелий Андреевич                                             | 17.10.1943 | пехота       | стрелок 574-го стрелкового полка 121-й стрелковой дивизии 60-й армии Воронежского фронта | красноармеец              | 1910 — 14.12.1954       | [ БС 19 ] [ ГС 75 ] [ НЛ 72 ]   |
| 332   | Лобы́рин Николай Федотович                                             | 20.12.1943 | десантники   | командир роты 30-го гвардейского воздушно-десантного полка 10-й гвардейской воздушно-десантной дивизии 37-й армии 2-го Украинского фронта                                                                                              | гвардии старший лейтенант | 20.12.1920 — 27.07.1973 | [ БС 19 ] [ ГС 76 ] [ НЛ 73 ]   |
| 333   | Ловене́цкий Степан Александрович бел. Лавянецкі Сцяпан Аляксандравіч   | 28.04.1945 | танкист      | механик-водитель самоходной установки СУ-76 1815-го самоходного артиллерийского полка 4-го гвардейского кавалерийского корпуса 2-го Украинского фронта                                                                                 | сержант                   | 26.10.1923 — 24.10.1944 | [ БС 20 ] [ ГС 77 ] [ НЛ 74 ]   |
| 334   | Ло́вчев Виктор Константинович                                          | 08.09.1943 | артиллерия   | командир огневого взвода 167-го гвардейского лёгкого артиллерийского полка 3-й гвардейской лёгкой артиллерийской бригады 1-й гвардейской артиллерийской дивизии прорыва РГК в составе 70-й армии 1-го Белорусского фронта              | гвардии младший лейтенант | 14.09.1918 — 10.07.1943 | [ БС 20 ] [ ГС 78 ] [ НЛ 75 ]   |
| 335   | Ло́гвин Пётр Иванович                                                  | 10.01.1944 | пехота       | командир взвода 22-й гвардейской мотострелковой бригады 6-го гвардейского танкового корпуса 3-й гвардейской танковой армии Воронежского фронта                                                                                         | гвардии старшина          | 10.12.1918 — 22.06.1995 | [ БС 20 ] [ ГС 79 ] [ НЛ 76 ]   |
| 336   | Ло́гвин Филипп Андреевич укр. Логвин Пилип Андрійович                  | 09.02.1944 | артиллерия   | командир батареи 491-го армейского миномётного полка 38-й армии Воронежского фронта | старший лейтенант         | 23.10.1922 — 02.09.1990 | [ БС 20 ] [ ГС 80 ] [ НЛ 77 ]   |
| 337   | Логвине́нко Алексей Павлович                                           | 18.08.1945 | авиация      | старший лётчик 951-го штурмового авиационного полка 306-й штурмовой авиационной дивизии 10-го штурмового авиационного корпуса 17-й воздушной армии 3-го Украинского фронта                                                             | младший лейтенант         | 22.08.1922 — 29.09.1985 | [ БС 20 ] [ ГС 81 ] [ НЛ 78 ]   |
| 338   | Логвине́нко Николай Павлович укр. Логвиненко Микола Павлович           | 24.08.1943 | авиация      | командир эскадрильи 293-го истребительного авиационного полка 287-й истребительной авиационной дивизии 4-й воздушной армии Северо-Кавказского фронта                                                                                   | капитан                   | 15.01.1920 — 07.01.1974 | [ БС 20 ] [ ГС 82 ] [ НЛ 79 ]   |
| 339   | Ло́гинов Александр Борисович                                           | 29.06.1945 | артиллерия   | командир орудия 52-го гвардейского артиллерийского полка 18-й гвардейской стрелковой дивизии 11-й гвардейской армии 3-го Белорусского фронта                                                                                           | гвардии сержант           | 07.12.1917 — 04.05.1992 | [ БС 20 ] [ ГС 83 ] [ НЛ 80 ]   |
| 340   | Ло́гинов Алексей Романович чув. Логинов Алексей Романович              | 15.01.1944 | пехота       | командир взвода 1183-го стрелкового полка 356-й стрелковой дивизии 61-й армии Центрального фронта | лейтенант                 | 11.03.1903 — 28.09.1943 | [ БС 21 ] [ ГС 84 ] [ НЛ 81 ]   |
| 341   | Ло́гинов Анатолий Фёдорович                                            | 03.06.1944 | танкист      | старший механик-водитель танка МК-4 15-го гвардейского отдельного танкового полка прорыва 8-го гвардейского танкового корпуса 40-й армии Воронежского фронта                                                                           | гвардии техник-лейтенант  | 29.04.1923 — 03.11.2008 | [ БС 22 ] [ ГС 85 ] [ НЛ 82 ]   |
| 342   | Ло́гинов Аркадий Петрович                                              | 23.02.1945 | авиация      | командир звена 91-го гвардейского штурмового авиационного полка 4-й гвардейской штурмовой авиационной дивизии 5-го штурмового авиационного корпуса 5-й воздушной армии 2-го Украинского фронта                                         | гвардии старший лейтенант | 12.11.1921 — 24.07.1987 | [ БС 22 ] [ ГС 86 ] [ НЛ 83 ]   |
| 343   | Ло́гинов Владимир Иванович                                             | 24.03.1945 | пехота       | командир роты 110-го гвардейского стрелкового полка 38-й гвардейской стрелковой дивизии 70-й армии 1-го Белорусского фронта | гвардии старший лейтенант | 15.09.1923 — 27.04.1966 | [ БС 22 ] [ ГС 87 ] [ НЛ 84 ]   |
| 344   | Ло́гинов Леонид Семёнович                                              | 28.04.1945 | танкист      | механик-водитель танка Т-34 36-й гвардейской танковой бригады 4-го гвардейского механизированного корпуса 7-й гвардейской армии 2-го Украинского фронта                                                                                | гвардии сержант           | 31.05.1925 — 11.11.2000 | [ БС 22 ] [ ГС 88 ] [ НЛ 85 ]   |
| 345   | Ло́гинов Михаил Николаевич                                             | 24.03.1945 | пехота       | командир отделения разведки 162-й отдельной разведывательной роты 139-й стрелковой дивизии 50-й армии 2-го Белорусского фронта | сержант                   | 15.11.1921 — 23.01.1982 | [ БС 22 ] [ ГС 89 ] [ НЛ 86 ]   |
| 346   | Ло́гинов Сергей Дмитриевич                                             | 21.07.1944 | морской флот | командир роты 4-го отдельного стрелкового батальона 3-й бригады морской пехоты Балтийского флота в составе 7-й армии Карельского фронта                                                                                                | капитан                   | 28.09.1908 — 03.06.1992 | [ БС 23 ] [ ГС 90 ] [ НЛ 87 ]   |
| 347   | Логуно́в Александр Никитич                                             | 24.03.1945 | артиллерия   | наводчик противотанкового ружья 490-го стрелкового полка 192-й стрелковой дивизии 39-й армии 3-го Белорусского фронта | красноармеец              | 10.09.1926 — 06.12.1968 | [ БС 24 ] [ ГС 91 ] [ НЛ 88 ]   |
| 348   | Ло́жечников Андрей Александрович                                       | 11.09.1941 | авиация      | командир 237-го штурмового авиационного полка 60-й авиационной дивизии Брянского фронта | майор                     | 13.12.1907 — 27.10.1974 | [ БС 24 ] [ ГС 92 ] [ НЛ 89 ]   |
| 349   | Ло́жкин Константин Васильевич                                          | 27.02.1945 | пехота       | командир батальона 696-го стрелкового полка 383-й стрелковой дивизии 33-й армии 1-го Белорусского фронта | майор                     | 03.06.1911 — 11.09.1969 | [ БС 24 ] [ ГС 93 ] [ НЛ 90 ]   |
| 350   | Лоза́ Дмитрий Фёдорович укр. Лоза Дмитро Федорович                     | 15.05.1946 | танкист      | командир танкового батальона 46-й гвардейской танковой бригады 9-го гвардейского механизированного корпуса 6-й гвардейской танковой армии 3-го Украинского фронта                                                                      | гвардии капитан           | 14.04.1922 — 22.05.2001 | [ БС 24 ] [ ГС 94 ] [ НЛ 91 ]   |
| 351   | Лозане́нко Константин Фролович                                         | 26.10.1943 | связисты     | линейный надсмотрщик 133-го гвардейского отдельного батальона связи 25-го гвардейского стрелкового корпуса 7-й гвардейской армии Степного фронта                                                                                       | гвардии красноармеец      | 04.12.1923 — 10.10.2013 | [ БС 25 ] [ ГС 95 ] [ НЛ 92 ]   |
| 352   | Лозе́нко Иван Аркадьевич укр. Лозенко Іван Аркадійович                 | 13.04.1944 | авиация      | командир эскадрильи 431-го штурмового авиационного полка 299-й штурмовой авиационной дивизии 16-й воздушной армии Белорусского фронта                                                                                                  | капитан                   | 06.06.1916 — 15.12.1943 | [ БС 26 ] [ ГС 96 ] [ НЛ 93 ]   |
| 353   | Лозо́в Василий Савельевич                                              | 26.10.1943 | артиллерия   | командир орудия 80-го гвардейского отдельного истребительно-противотанкового дивизиона 73-й гвардейской стрелковой дивизии 7-й гвардейской армии Степного фронта                                                                       | гвардии сержант           | 09.10.1916 — 06.10.1992 | [ БС 26 ] [ ГС 97 ] [ НЛ 94 ]   |
| 354   | Лозо́вский Василий Михайлович бел. Лазоўскі Васіль Міхайлавіч          | 05.11.1944 | морской флот | командир 1-го отряда торпедных катеров 3-го дивизиона торпедных катеров бригады торпедных катеров Северного флота | капитан-лейтенант         | 01.01.1917 — 05.10.1981 | [ БС 26 ] [ ГС 98 ] [ НЛ 95 ]   |
| 355   | Лозо́вский Виктор Артемьевич укр. Лозовський Віктор Артемович          | 23.02.1948 | авиация      | заместитель командира эскадрильи 897-го истребительного авиационного полка 288-й истребительной авиационной дивизии 17-й воздушной армии 3-го Украинского фронта                                                                       | капитан                   | 21.01.1923 — 23.11.1969 | [ БС 26 ] [ ГС 99 ] [ НЛ 96 ]   |
| 356   | Лозо́вский Виктор Изотович                                             | 27.02.1945 | танкист      | командир орудия танка Т-34 49-й гвардейской танковой бригады 12-го гвардейского танкового корпуса 2-й гвардейской танковой армии 1-го Белорусского фронта                                                                              | гвардии старшина          | 30.01.1922 — 16.06.1977 | [ БС 26 ] [ ГС 100 ] [ НЛ 97 ]  |
| 357   | Лозоре́нко Борис Иванович                                              | 15.05.1946 | авиация      | командир эскадрильи 568-го штурмового авиационного полка 231-й штурмовой авиационной дивизии 2-го штурмового авиационного корпуса 5-й воздушной армии 2-го Украинского фронта                                                          | капитан                   | 06.02.1919 — 15.06.1969 | [ БС 26 ] [ ГС 101 ] [ НЛ 98 ]  |
| 358   | Лозуне́нко Алексей Андреевич                                           | 03.06.1944 | пехота       | стрелок 487-й отдельной разведывательной роты 218-й стрелковой дивизии 47-й армии Воронежского фронта | ефрейтор                  | 29.02.1924 — 28.01.1944 | [ БС 26 ] [ ГС 102 ] [ НЛ 99 ]  |
| 359   | Лойко́ Григорий Антонович                                              | 17.11.1943 | артиллерия   | командир миномётного расчёта 1-го мотострелкового батальона 69-й механизированной бригады 9-го механизированного корпуса 3-й гвардейской танковой армии Воронежского фронта                                                            | младший сержант           | 08.03.1923 — 30.12.1981 | [ БС 27 ] [ ГС 103 ] [ НЛ 100 ] |
| 360   | Ло́йчиков Владислав Ильич                                              | 17.12.1982 | авиация      | лётчик-испытатель Лётно-исследовательского института | —                         | 24.03.1937 — 23.10.2024 | ——                              |
| 361   | Ло́ктев Иван Яковлевич                                                 | 20.12.1943 | инженер      | командир сапёрного взвода 106-го гвардейского сапёрного батальона 92-й гвардейской стрелковой дивизии 37-й армии Степного фронта | гвардии лейтенант         | 18.09.1917 — 23.10.1943 | [ БС 28 ] [ ГС 105 ] [ НЛ 101 ] |
| 362   | Локтио́нов Андрей Фёдорович                                            | 20.11.1941 | авиация      | командир эскадрильи 249-го истребительного авиационного полка 44-й истребительной авиационной дивизии ВВС 6-й армии Южного фронта | капитан                   | 28.11.1909 — 09.06.1982 | [ БС 28 ] [ ГС 106 ] [ НЛ 102 ] |
| 363   | Локтио́нов Афанасий Иванович                                           | 06.04.1945 | пехота       | командир 1208-го стрелкового полка 362-й стрелковой дивизии 33-й армии 1-го Белорусского фронта | майор                     | 16.01.1917 — 03.04.1999 | [ БС 28 ] [ ГС 107 ] [ НЛ 103 ] |
| 364   | Лома́кин Алексей Максимович                                            | 15.01.1944 | пехота       | стрелок 215-го гвардейского стрелкового полка 77-й гвардейской стрелковой дивизии 61-й армии Брянского фронта | гвардии красноармеец      | 01.09.1897 — 12.07.1943 | [ БС 28 ] [ ГС 108 ] [ НЛ 104 ] |
| 365   | Лома́кин Алексей Яковлевич                                             | 30.10.1943 | пехота       | командир пулемётной роты 120-го стрелкового полка 69-й стрелковой дивизии 65-й армии Центрального фронта | лейтенант                 | 20.10.1914 — 21.09.1988 | [ БС 28 ] [ ГС 109 ] [ НЛ 105 ] |
| 366   | Лома́кин Анатолий Георгиевич                                           | 22.01.1944 | авиация      | заместитель командира эскадрильи 21-го истребительного авиационного полка 8-й минно-торпедной авиационной дивизии ВВС Балтийского флота                                                                                                | старший лейтенант         | 09.04.1921 — 25.01.1944 | [ БС 28 ] [ ГС 110 ] [ НЛ 106 ] |
| 367   | Лома́кин Василий Андреевич                                             | 04.06.1944 | танкист      | командир 195-й танковой бригады 15-го танкового корпуса 3-й гвардейской танковой армии Брянского фронта | полковник                 | 28.12.1899 — 22.07.1943 | [ БС 29 ] [ ГС 111 ] [ НЛ 107 ] |
| 368   | Лома́кин Василий Иванович укр. Ломакін Василь Іванович                 | 13.09.1944 | пехота       | пулемётчик 105-го гвардейского стрелкового полка 34-й гвардейской стрелковой дивизии 46-й армии 3-го Украинского фронта | гвардии красноармеец      | 1920 — 18.04.1944       | [ БС 30 ] [ ГС 112 ] [ НЛ 108 ] |
| 369   | Ло́мов Эдуард Дмитриевич                                               | 25.05.1976 | морской флот | командир ракетного подводного крейсера стратегического назначения К-171 Тихоокеанского флота | капитан 1-го ранга        | 25.04.1936 — 15.10.2008 | ——                              |
| 370   | Лонгинов Владимир Дионисьевич (Логинов Владимир Денисович)            | 25.10.1943 | пехота       | командир пулемётного расчёта 722-го стрелкового полка 206-й стрелковой дивизии 47-й армии Воронежского фронта | сержант                   | 02.09.1919 — 18.11.1943 | [ БС 22 ] [ ГС 114 ] [ НЛ 109 ] |
| 371   | Лопа́тин Алексей Васильевич                                            | 18.12.1957 | пограничник  | начальник 13-й погранзаставы 90-го Владимир-Волынского пограничного отряда Украинского пограничного округа Управления пограничных войск НКВД Украинской ССР                                                                            | лейтенант                 | 18.02.1915 — 02.07.1941 | ——                              |
| 372   | Лопа́тин Анатолий Алексеевич                                           | 27.06.1945 | пехота       | командир 463-го стрелкового полка 118-й стрелковой дивизии 5-й гвардейской армии 1-го Украинского фронта | майор                     | 27.11.1920 — 22.04.1945 | [ БС 30 ] [ ГС 116 ] [ НЛ 110 ] |
| 373   | Лопа́тин Антон Иванович                                                | 19.04.1945 | генерал      | командир 13-го гвардейского стрелкового корпуса 43-й армии 1-го Прибалтийского фронта | гвардии генерал-лейтенант | 18.01.1897 — 09.04.1965 | [ БС 30 ] [ ГС 117 ] [ НЛ 111 ] |
| 374   | Лопа́тин Борис Васильевич                                              | 01.07.1944 | авиация      | командир эскадрильи 667-го штурмового авиационного полка 292-й штурмовой авиационной дивизии 1-го штурмового авиационного корпуса 5-й воздушной армии 2-го Украинского фронта                                                          | капитан                   | 02.08.1920 — 02.05.1944 | [ БС 30 ] [ ГС 118 ] [ НЛ 112 ] |
| 375   | Лопа́тин Георгий Дорофеевич                                            | 24.03.1945 | артиллерия   | командир взвода противотанковых ружей 166-го гвардейского стрелкового полка 55-й гвардейской стрелковой дивизии 28-й армии 1-го Белорусского фронта                                                                                    | гвардии лейтенант         | 23.08.1913 — 04.09.2003 | [ БС 30 ] [ ГС 119 ] [ НЛ 113 ] |
| 376   | Лопа́тин Пётр Григорьевич                                              | 15.08.1944 | партизан     | активный участник партизанской борьбы в Белоруссии, командир партизанской бригады | —                         | 05.01.1907 — 09.07.1974 | [ БС 31 ] [ ГС 120 ] [ НЛ 114 ] |
| 377   | Лопа́тин Фёдор Иванович                                                | 15.01.1940 | авиация      | флагманский радист 6-го дальнебомбардировочного авиационного полка 27-й дальнебомбардировочной авиационной бригады ВВС 7-й армии | старшина                  | 08.02.1914 — 22.11.1943 | ——                              |
| 378   | Лопа́ч Николай Павлович укр. Лопач Микола Павлович                     | 17.10.1943 | артиллерия   | командир артиллерийской батареи 383-го стрелкового полка 121-й стрелковой дивизии 60-й армии Центрального фронта | старший лейтенант         | 13.01.1922 — 23.05.1987 | [ БС 31 ] [ ГС 122 ] [ НЛ 115 ] |
| 379   | Ло́рин Михаил Васильевич                                               | 05.11.1944 | авиация      | штурман эскадрильи 1-го гвардейского минно-торпедного авиационного полка 8-й минно-торпедной авиационной дивизии ВВС Балтийского флота                                                                                                 | гвардии капитан           | 06.09.1909 — 05.12.1985 | [ БС 31 ] [ ГС 123 ] [ НЛ 116 ] |
| 380   | Ло́рченко Леонид Дмитриевич бел. Лорчанка Леанід Дзмітрыевіч           | 08.05.1965 | партизан     | активный участник партизанской борьбы в Белоруссии, партизан 600-го партизанского отряда | —                         | 24.07.1925 — 18.07.1943 | ——                              |
| 381   | Ло́сев Алексей Пантелеевич                                             | 21.09.1943 | артиллерия   | командир батареи 1177-го истребительно-противотанкового артиллерийского полка 14-й истребительно-противотанковой артиллерийской бригады РГК в составе Воронежского фронта                                                              | старший лейтенант         | 14.08.1918 — 04.06.1990 | [ БС 31 ] [ ГС 125 ] [ НЛ 117 ] |

| Навигационная таблица | Навигационная таблица              |
| --------------------- | ---------------------------------- |
| «Л»                   | Лаар Иосиф — Лебедев Василий       |
| «Л»                   | Лебедев Виктор — Липилин Александр |
| «Л»                   | Липкин Герман — Лосев Алексей      |
| «Л»                   | Лосев Анатолий — Лященко Николай   |